# Ludwig von Hofmann

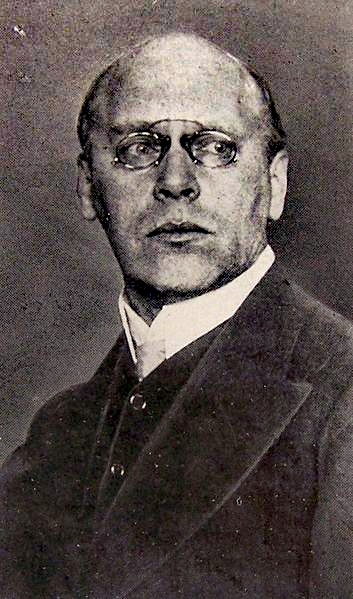
Ludwig von Hofmann

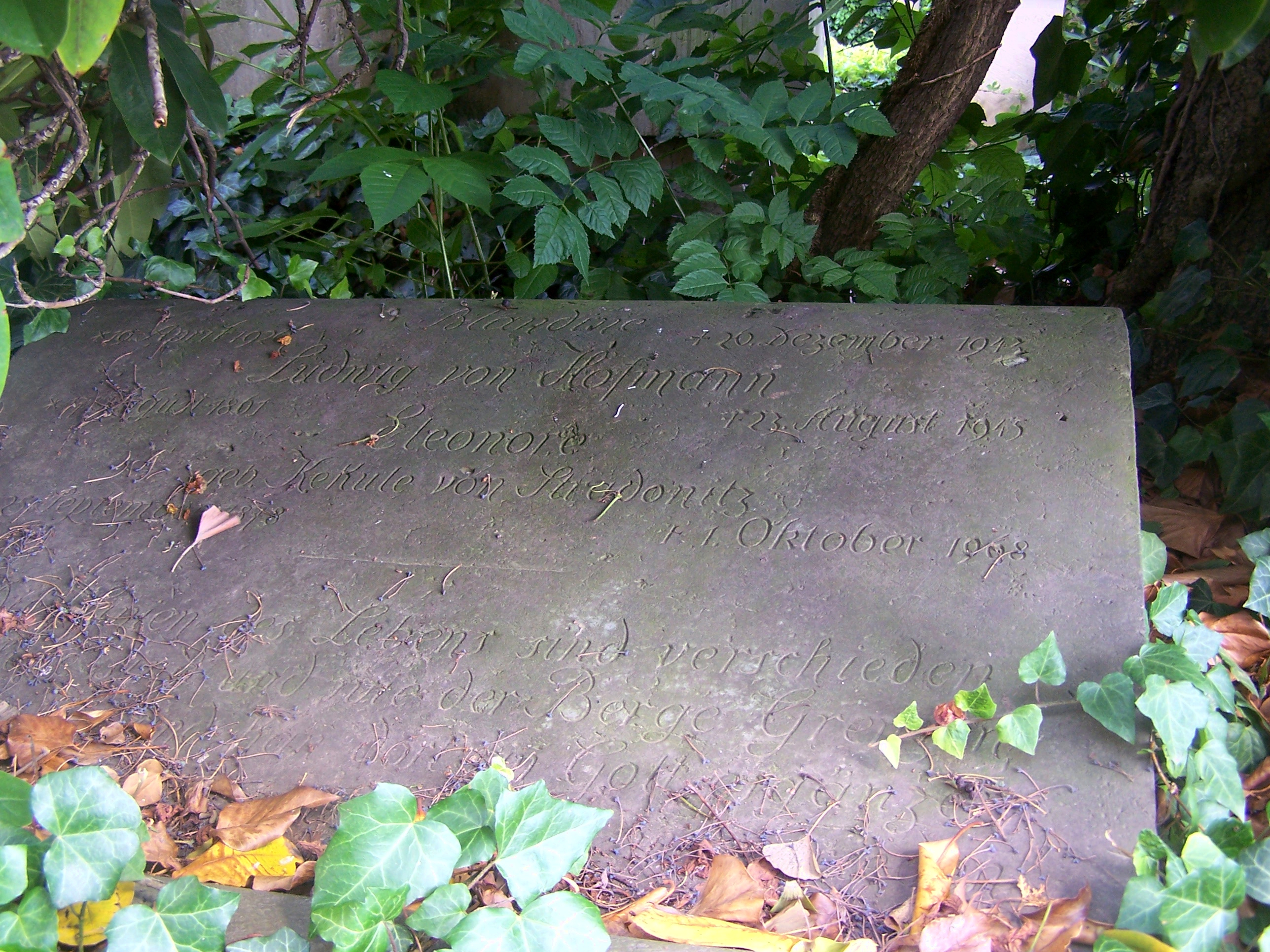
Lápida sepulcral de Ludwig von Hofmann en el cementerio de la iglesia de Maria am Wasser de Dresde.

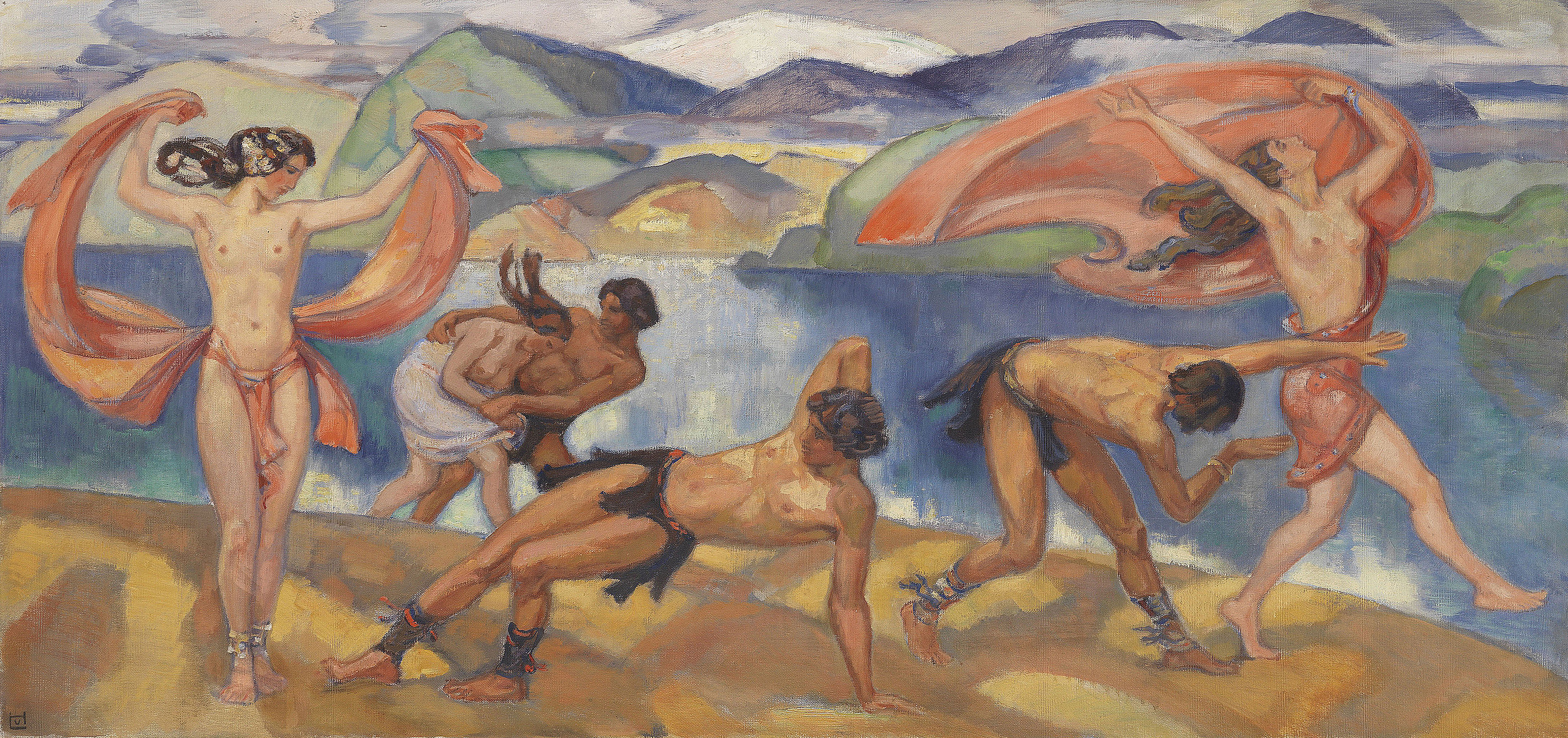
Die Tanzende in weiter Landschaft (c. 1910).

Ludwig von Hofmann (Darmstadt, 17 de agosto de 1861 - Pillnitz, 23 de agosto de 1945) fue un pintor y grabador alemán. Durante su larga carrera artística combinó elementos de las más variadas corrientes pictóricas, como el modernismo, el simbolismo, el historicismo o la nueva objetividad. Fue un pionero del movimiento Neues Weimar. Sus obras más características exaltan la juventud y la belleza masculina, con modelos rodeados por coloridos paisajes.
En 1892 conoció el arte de Hans von Marées, que le impresionó vivamente. Estudió en París (1889-1990) en la Académie Julian, donde recibió la influencia de  Albert Besnard y de Pierre Puvis de Chavannes. Continuó su formación como pintor entre 1890 y 1903 en Dresde y Karlsruhe. Se instaló en Berlín, donde pasó a formar parte del Grupo de los Once y fue cofundador de las revistas Pan y Secession (publicación de la Secesión berlinesa).
En 1903 fue nombrado profesor de la Escuela de Bellas Artes de Weimar, donde fundó la Sociedad de Artistas Alemanes (Künstlerbund). Entre 1916 y 1931 enseñó pintura monumental en Dresde. En 1928 participó en las competiciones artísticas olímpicas de los juegos de Ámsterdam de 1928.
Viajó a Grecia y visitó numerosas veces Italia.

## Obras
- 1892: Idolino. Kunsthalle de Bielefeld.
- 1894: Zwei Jünglingen. Kunsthalle de Kiel.